# Международный астрономический союз
Междунаро́дный астрономи́ческий сою́з (МАС) (фр. Union astronomique internationale (UAI), англ. International Astronomical Union (IAU)) — организация, объединяющая астрономические сообщества всего мира. Основан в июле 1919 года в Брюсселе (Бельгия).

## Состав и организация
МАС состоит из государств-членов (представленных национальными академиями или другими государственными учреждениями) и отдельных профессиональных астрономов. На 20 октября 2020 года союз включает 82 государства и 11 826 индивидуальных членов (в том числе 717 младших членов). СССР вошёл в 1935 году.
Вместе с подобными организациями в других отраслях науки МАС входит в Международный совет по науке, штаб которого размещается в Париже.
Под покровительством союза работают Центральное бюро астрономических телеграмм и Центр малых планет, расположенные в Смитсоновской астрофизической обсерватории.
Долгосрочная политика определяется Генеральными ассамблеями и реализуется Исполнительным комитетом. Текущая же организационная работа проводится 9 научными департаментами, в которые входят 35 специализированных комиссий и 55 рабочих групп.

## История
Историю создания IAU можно проследить, начиная от международного сотрудничества по проекту «Карта неба».
В 1887 году Постоянная комиссия по фотографической карте неба распространила свои интересы и на другие разделы астрономии и поэтому может считаться родоначальницей IAU.

## Деятельность
Раз в три-четыре года (перерыв был только в годы Второй мировой войны) в одной из стран-участниц проходят Генеральные ассамблеи (съезды). Десятая Генеральная ассамблея МАС состоялась в Москве в 1958 году. Последняя Генеральная ассамблея МАС проходила в 2024 году в Кейптауне.
МАС признан в качестве высшей международной инстанции в решении астрономических вопросов, требующих сотрудничества и стандартизации, таких как официальное наименование астрономических тел и деталей на них. МАС также содействует проведению астрономических наблюдений в развивающихся странах. Каждые три года собирается Генеральная ассамблея МАС, регулярно организуются симпозиумы и коллоквиумы специалистов.
Международный астрономический союз отмечает, что он не предоставляет платных услуг по именованию небесных тел.

## Генеральные ассамблеи
Места и годы проведения Генеральных ассамблей IAU:
| Ассамблея                    | Год  | Место                     |
| ---------------------------- | ---- | ------------------------- |
| I Генеральная ассамблея      | 1922 | Рим, Италия               |
| II Генеральная ассамблея     | 1925 | Кембридж, Великобритания  |
| III Генеральная ассамблея    | 1928 | Лейден, Нидерланды        |
| IV Генеральная ассамблея     | 1932 | Кембридж, США             |
| V Генеральная ассамблея      | 1935 | Париж, Франция            |
| VI Генеральная ассамблея     | 1938 | Стокгольм, Швеция         |
| VII Генеральная ассамблея    | 1948 | Цюрих, Швейцария          |
| VIII Генеральная ассамблея   | 1952 | Рим, Италия               |
| IX Генеральная ассамблея     | 1955 | Дублин, Ирландия          |
| X Генеральная ассамблея      | 1958 | Москва, СССР              |
| XI Генеральная ассамблея     | 1961 | Беркли, США               |
| XII Генеральная ассамблея    | 1964 | Гамбург, ФРГ              |
| XIII Генеральная ассамблея   | 1967 | Прага, Чехословакия       |
| XIV Генеральная ассамблея    | 1970 | Брайтон, Великобритания   |
| XV Генеральная ассамблея     | 1973 | Сидней, Австралия         |
| XVI Генеральная ассамблея    | 1976 | Гренобль, Франция         |
| XVII Генеральная ассамблея   | 1979 | Монреаль, Канада          |
| XVIII Генеральная ассамблея  | 1982 | Патры, Греция             |
| XIX Генеральная ассамблея    | 1985 | Нью-Дели, Индия           |
| XX Генеральная ассамблея     | 1988 | Балтимор, США             |
| XXI Генеральная ассамблея    | 1991 | Буэнос-Айрес, Аргентина   |
| XXII Генеральная ассамблея   | 1994 | Гаага, Нидерланды         |
| XXIII Генеральная ассамблея  | 1997 | Киото, Япония             |
| XXIV Генеральная ассамблея   | 2000 | Манчестер, Великобритания |
| XXV Генеральная ассамблея    | 2003 | Сидней, Австралия         |
| XXVI Генеральная ассамблея   | 2006 | Прага, Чехия              |
| XXVII Генеральная ассамблея  | 2009 | Рио-де-Жанейро, Бразилия  |
| XXVIII Генеральная ассамблея | 2012 | Пекин, Китай              |
| XXIX Генеральная ассамблея   | 2015 | Гонолулу, Гавайи, США     |
| XXX Генеральная ассамблея    | 2018 | Вена, Австрия             |
| XXXI Генеральная ассамблея   | 2022 | Пусан, Республика Корея   |
| XXXII Генеральная ассамблея  | 2024 | Кейптаун, ЮАР             |
| XXXIII Генеральная ассамблея | 2027 | Рим, Италия               |
| XXXIV Генеральная ассамблея  | 2030 | Сантьяго, Чили            |

## Руководители МАС

### Президенты
- Байо, Эдуард Бениамин — 1919—1922
- Кэмпбелл, Уильям Уоллес — 1922—1925
- Де Ситтер, Виллем — 1925—1928
- Дайсон, Фрэнк Уотсон — 1928—1932
- Шлезингер, Фрэнк — 1932—1935
- Эклангон, Эрнест — 1935—1938
- Эддингтон, Артур Стэнли — 1938—1944
- Джонс, Гарольд Спенсер — 1944—1948
- Линдблад, Бертиль — 1948—1952
- Струве, Отто Людвигович — 1952—1955
- Данжон, Андре — 1955—1958
- Оорт, Ян Хендрик — 1958—1961
- Амбарцумян, Виктор Амазаспович — 1961—1964
- Свингс, Поль — 1964—1967
- Хекман, Отто — 1967—1970
- Стрёмгрен, Бенгт Георг Даниель — 1970—1973
- Голдберг, Лео — 1973—1976
- Блаау, Адриан — 1976—1979
- Баппу, Вайну[англ.] — 1979—1982
- Браун, Роберт Хэнбери — 1982—1985
- Сааде, Хорхе — 1985—1988
- Кодзаи, Ёсихидэ — 1988—1991
- Боярчук, Александр Алексеевич — 1991—1994[6]
- Вольтьер, Лодевейк[англ.] — 1994—1997
- Крафт, Роберт[англ.] — 1997—2000
- Пачини, Франко[англ.] — 2000—2003
- Экерс, Рональд[англ.] — 2003—2006
- Сезарски, Катрин — 2006—2009
- Уильямс, Роберт[англ.] — 2009—2012
- Норио Кайфу[вд] — 2012—2015
- Торрес-Пеймберт, Сильвия — 2015—2018
- Дисхук, Эвина ван — 2018—2021
- Элмегрин, Дебра[англ.] — 2021—

### Генеральные секретари
- Фаулер, Альфред

## Решения МАС
1. На первой Генеральной ассамблее МАС в 1922 году введено деление неба на 88 созвездий, исключён ряд созвездий и упрощены названия некоторых, определены очертания созвездий. Окончательные границы созвездий установлены в 1928 г. Границы были проведены линиями вдоль небесных параллелей и кругов склонений относительно координатной сетки на эпоху 1875 г. Вследствие прецессии координатная сетка постепенно смещается и границы созвездий перестали совпадать с направлениями кругов склонений и небесных параллелей и потому в более поздних атласах имеют небольшой перекос относительно координатной сетки. (У разных народов в разное время принцип деления звёздного неба был различный: в IV веке до н. э. в Китае 122 созвездия включали 809 звёзд; в XVIII веке в Монголии было 237 созвездий; в «Альмагесте» К. Птолемея описано 47 созвездий северного неба, сохранённых в настоящем списке, а остальные названия созвездий даны в Новое время И. Байером, Я. Гевелием, А. Ройе, Н. Лакайлем и другими.)
2. В 1930 году МАС принял официальное решение считать Плутон планетой.
3. На проходившей в 1958 году в Москве X Генеральной ассамблее МАС, определена новая галактическая система координат взамен старой[7].
4. Решением Генеральной ассамблеи МАС 1976 года образована Рабочая группа МАС по картографическим координатам и элементам вращения планет и спутников, которая, в частности, вводит и публикует определения систем координат для поверхностей планет Солнечной системы, используемых впоследствии АМС (например, «Венера-15», «Венера-16», «Магеллан» при картографировании Венеры)
5. 23 июля 2003 года на Генеральной Ассамблее МАС в Сиднее (Австралия) была принята резолюция о провозглашении 2009 года Международным годом астрономии.
6. В 2006 году, в связи с открытием значительного числа крупных объектов пояса Койпера МАС формализовал понятие «планета» и ввёл определение понятия «карликовая планета». МАС принял решение считать Плутон «карликовой планетой»[8].
7. 11 июня 2008 года МАС объявил о введении понятия плутоид — транснептуновый объект, признанный карликовой планетой. К плутоидам были отнесены карликовые планеты Плутон и Эрида, а позднее — Макемаке и Хаумеа. Карликовая планета Церера плутоидом не является[9][10].